# 青森縣立青森高等學校

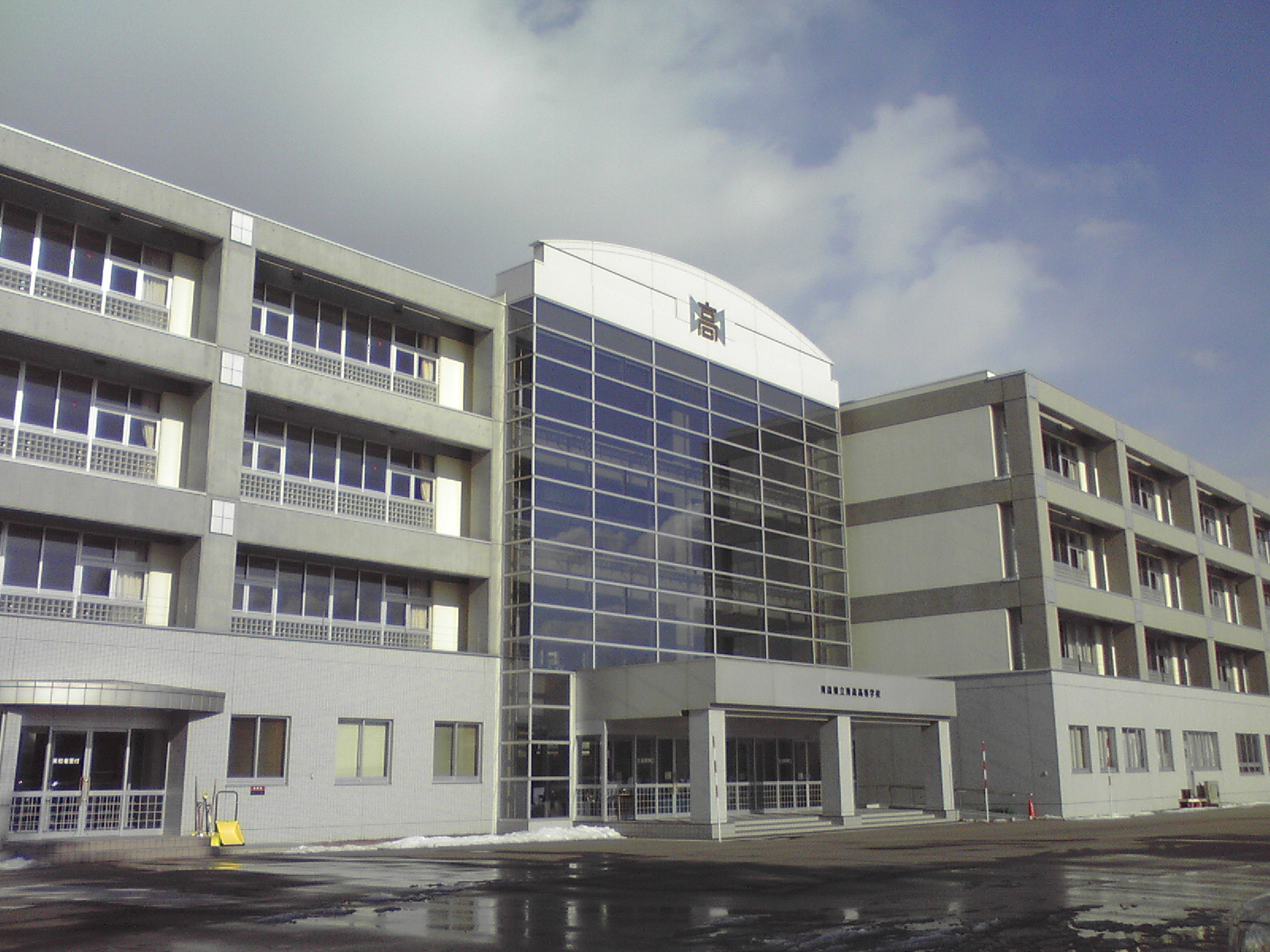
青森縣立青森高等學校

青森縣立青森高等學校，是一所位於日本青森縣青森市的縣立高等學校。通稱為青森高校或是青高。

## 沿革
- 1900年9月11日以青森縣第三中學校的名稱創立。
- 1901年 青森縣第三中學校改名為青森縣立第三中學校。
- 1909年 青森縣立第三中學校改名為青森縣立青森中學校。
- 1948年 新學制改組為青森縣立青森中學校及青森縣立青森高等學校。
- 1950年 青森縣立青森女子高等學校合併。

## 著名畢業生
- 太宰治
- 高木彬光
- 寺山修司
- 加藤智大[1][2]（秋葉原殺人事件兇手）

## 注解
1. ↑  失制服憂被炒觸發殺機 （页面存档备份，存于） 太陽報
2. ↑  秋叶原屠夫杀人事件让日本人反思"民族孤独"感[永久] 中国经济网

## 外部連結
- （日語）青森縣立青森高等學校